# Хенри (Илиноис)
Хенри (енгл. Henry) град је у америчкој савезној држави Илиноис. По попису становништва из 2010. у њему је живело 2.464 становника.

## Демографија
Према попису становништва из 2010. у граду је живело 2.464 становника, што је 76 (3,0%) становника мање него 2000. године.
| Група             | 2000.         | 2010.         |
| Белци             | 2.471 (97,3%) | 2.396 (97,2%) |
| Афроамериканци    | 13 (0,5%)     | 7 (0,3%)      |
| Азијати           | 5 (0,2%)      | 11 (0,4%)     |
| Хиспаноамериканци | 16 (0,6%)     | 25 (1,0%)     |
| Укупно            | 2.540         | 2.464         |